# Ямурза
Ямурза́ (рос. Ямурза, чув. Ямурсавар) — присілок у складі Канаського району Чувашії, Росія. Входить до складу Хучельського сільського поселення.
Населення — 336 осіб (2010; 372 у 2002).
Національний склад:
- чуваші — 88 %